# Fiebrigella boliviensis
Fiebrigella boliviensis är en tvåvingeart som beskrevs av Curtis W. Sabrosky 1970. Fiebrigella boliviensis ingår i släktet Fiebrigella och familjen fritflugor. Inga underarter finns listade i Catalogue of Life.